# Andro Krstulović Opara
Andro Krstulović Opara (Split, 22. svibnja 1967.) hrvatski je arheolog, povjesničar umjetnosti, i političar, bivši gradonačelnik grada Splita.

## Rani život i obrazovanje
Završio je osnovnu i srednju školu u Splitu te je pohađao Filozofski fakultet u Zagrebu gdje je završio doktorski studij graditeljskog nasljeđa. Kasnije je diplomirao kao povjesničar umjetnosti i arheolog. Dodatno se školovao u Diplomatskoj akademiji u Beču 1993. i Diplomatskoj Akademiji Ministarstva vanjskih poslova RH 1995. Pohađao je Arhitektonski fakultet u Zagrebu gdje je diplomirao.

## Politička karijera
Bio je član Prvog saziva Hrvatskog sabora 1990., šefa kabineta ministra znanosti i tehnologije (1992. – 1993.), saborski zastupnik, predsjednik saborskog Odbora za znanost, obrazovanje i kulturu. Bio je ravnatelj Muzeja Ivana Meštrovića (2008. – 2015.), konzul savjetnik u Generalnom konzulata Repubike Hrvatske u Milanu (1995. – 2000.).
Bio je zastupnik u devetom, desetom i jedanaestom sazivu Hrvatskog sabora. Član je Hrvatske demokratske zajednice.